# Dammen, Bohuslän
Dammen är en sjö i Sotenäs kommun i Bohuslän och ingår i Örekilsälven-Strömsåns kustområde.